# Diputación Provincial de Valladolid
La Diputación Provincial de Valladolid o simplemente Diputación de Valladolid es el órgano institucional propio de la provincia de Valladolid (Castilla y León, España) que presta servicios directos a los ciudadanos y apoyo técnico, económico y tecnológico a los ayuntamientos de los 225 municipios de la provincia de Valladolid. Además, coordina algunos servicios municipales y organiza diferentes tareas administrativas, ejecutivas y dotar de dinero a los municipios para la construcción de obras públicas. Tiene su sede central en la ciudad de Valladolid, que es la capital provincial.
Tiene su sede en el Palacio de Pimentel, situada en la calle Angustias n.º 44 en Valladolid, y otras dependencias en el antiguo Hospital Provincial de Valladolid.
Desde junio de 2019, su presidente es Conrado Íscar Ordóñez.

## Historia

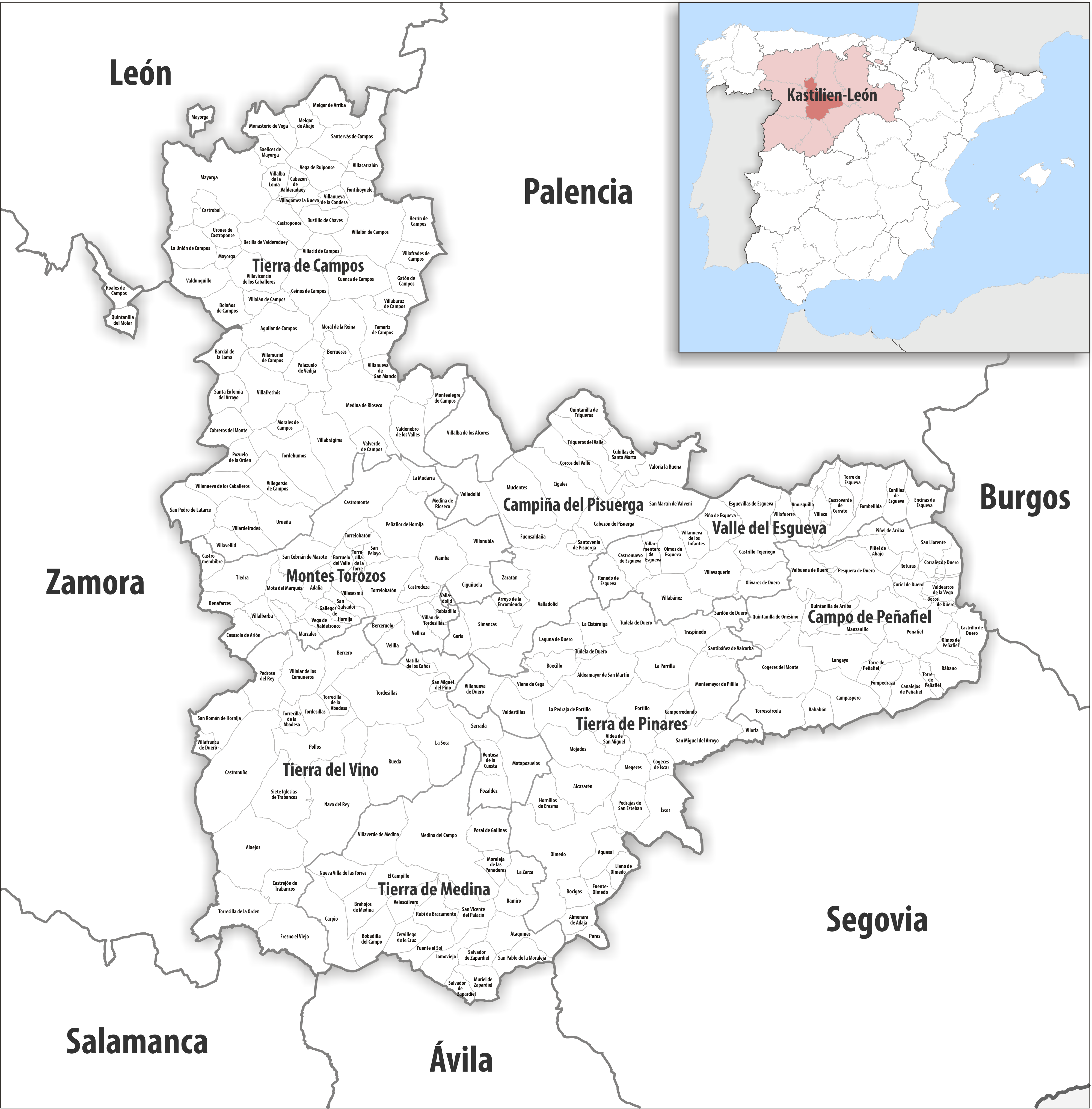
Nombre de los municipios y las comarcas que conforman la provincia de Valladolid.

La Constitución de Cádiz establecía la creación de Diputaciones en todas las provincias de la Monarquía, poniendo como fecha tope para ello el mes de marzo de 1813. Nombrado Jefe Político de la provincia de Valladolid el militar Antonio Peón y Heredia se encarga de gestionar la elección de los diputados a Cortes por la provincia de Valladolid, en una tarea que le ocupa desde noviembre de ese año y hasta enero de 1813. Una vez elegidos los diputados, Peón y Heredia se apresura a poner en pie la Diputación Provincial.
Para evitar retrasos que contravengan lo establecido en la Constitución, el 3 de marzo de 1813 se crea la Diputación Provincial de Valladolid en una reunión que tiene lugar en la Puebla de Sanabria, capital de la tierra de Sanabria y que, en aquel momento, formaba parte de la provincia de Valladolid. Una vez cumplido el trámite legal, la Diputación volverá a reunirse, ya de manera regular, en la ciudad de Valladolid a partir de septiembre de ese mismo año de 1813.
La División territorial de España en 1833 provocó el nacimiento de los límites de la actual provincia y la modificación/extinción de los señoríos característicos del Antiguo Régimen.

## Presidentes durante el período democrático actual
| Presidente                | Inicio del mandato | Fin del mandato | Partido |
| Federico Sáez Vera        | 1979               | 1983            | UCD     |
| Francisco Delgado Marqués | 1983               | 1987            | PSOE    |
| Ovidio Fernández Carnero  | 1987               | 1990            | CDS     |
| Félix Calvo Casasola      | 1990               | 1991            | PP      |
| Juan Antonio García Calvo | 1991               | 1993            | PSOE    |
| Ramiro Ruiz Medrano       | 1993               | 2011            | PP      |
| Jesús Julio Carnero       | 2011               | 2019            | PP      |
| Conrado Íscar Ordóñez     | 2019               | actualidad      | PP      |

## Composición

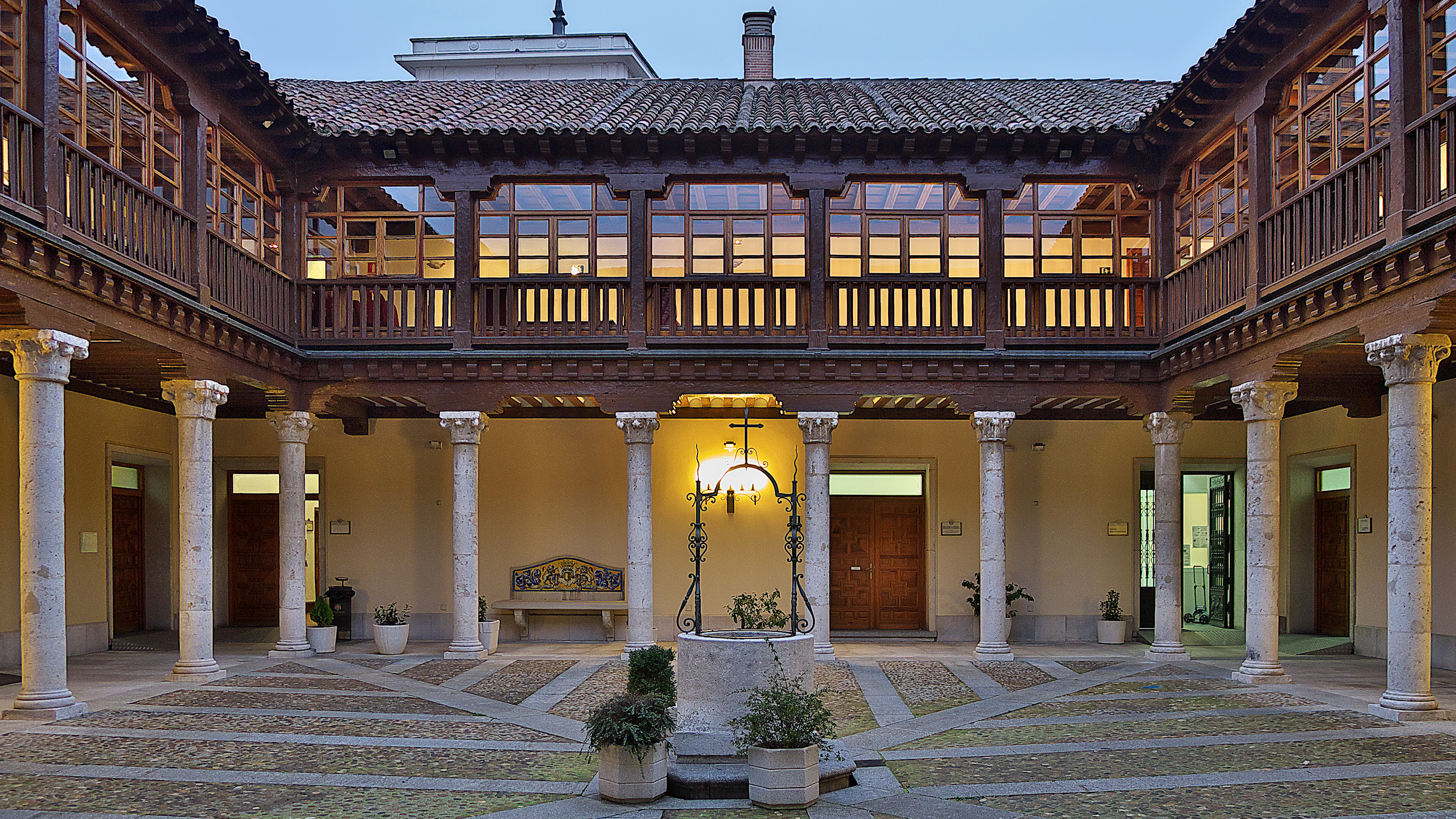
Patio de la Diputación Provincial

En las últimas elecciones municipales, los resultados depararon la siguiente distribución por partidos políticos:
| Actual distribución de la Diputación tras las elecciones municipales de 2023 | Actual distribución de la Diputación tras las elecciones municipales de 2023 | Actual distribución de la Diputación tras las elecciones municipales de 2023 | Actual distribución de la Diputación tras las elecciones municipales de 2023 | Actual distribución de la Diputación tras las elecciones municipales de 2023 |
| Partido político                                                             | Votos                                                                        | %                                                                            | Diputados                                                                    |                                                                              |
| ---------------------------------------------------------------------------- | ---------------------------------------------------------------------------- | ---------------------------------------------------------------------------- | ---------------------------------------------------------------------------- | ---------------------------------------------------------------------------- |
| Partido Popular de Castilla y León (PPCyL)                                   | 110.016                                                                      | 38,93%                                                                       | 14                                                                           |                                                                              |
| Partido Socialista de Castilla y León (PSOECyL)                              | 92.782                                                                       | 32,83%                                                                       | 10                                                                           |                                                                              |
| Vox (VOX)                                                                    | 28.339                                                                       | 10,02%                                                                       | 2                                                                            |                                                                              |
| Valladolid Toma la Palabra (VTLP)                                            | 20.027                                                                       | 7,08%                                                                        | 1                                                                            |                                                                              |

### Distribución de escaños por partidos judiciales
| Partido judicial                      |    |    |   |   | Diputados |
| ------------------------------------- | -- | -- | - | - | --------- |
| Partido judicial de Medina del Campo  | 5  | 3  |   |   | 8         |
| Partido judicial de Medina de Rioseco | 2  | 1  |   |   | 3         |
| Partido judicial de Valladolid        | 7  | 6  | 2 | 1 | 16        |
| Total                                 | 14 | 10 | 2 | 1 | 27        |